# Nowa Wola (gmina Zelów)
Nowa Wola – wieś w Polsce położona w województwie łódzkim, w powiecie bełchatowskim, w gminie Zelów.
W latach 1975–1998 miejscowość należała administracyjnie do województwa piotrkowskiego. Wieś została założona przez kolonistów niemieckich i czeskich. W 1921 r. mieszkało tu 181 osób, z czego ponad połowę stanowili ewangelicy. Chłopi niemieccy mieszkali również w sąsiednim Kurówku. Na wsch. od wsi, przy szosie ze Szczercowa do Łasku ślady po niemieckim cmentarzu.